# Henry James
Henry James (New York, 15. travnja 1843. – London, 28. veljače 1916.) američki pisac, sin teologa Henryja Jamesa starijeg, i brat filozofa i psihologa Williama Jamesa. Kasnije naturalizirani engleski građanin, nenadmašiva osobnost transatlantske kulture i jedan od istaknutijih romanopisaca engleskog jezika uopće. Ključna figura na prijelazu iz realizma u modernizam. Temeljna preokupacija njegove književnosti je nevinost i živahnost demokratskog Novog Svijeta koji je u sukobu s pokvarenošću i mudrošću onog Starog, aristokratskog, a što će obraditi u djelima kao što su Daisy Miller (1879.), Portret dame (The Portrait of a Lady, 1881.), The Bostonians (1886.) i Poslanici (The Ambassadors, 1903.).

## Život i djela
Rođen u New Yorku, djetinjstvo je uglavnom proveo u inozemstvu gdje su ga školovali kućni učitelji i odgojiteljice. Boraveći kao dječaci i mladići u Ženevi, Parizu i Londonu, Henry i stariji brat William su upoznali Europu kao malo koji Amerikanci toga vremena. U devetnaestoj godini upisuje studij prava na Harvardu, no vrijeme uglavnom posvećuje čitanju Charlesa-Augustina Sainte-Beuvea, Honorea de Balzaca i Nathaniela Hawthornea.
Svoju prvu pripovijest anonimno objavljuje u književno-političkom magazinu “Continental Monthly”, a prvi osvrt na knjigu u književnom časopisu “The North American Review”. Kad je književnik i kritičar William Dean Howells postao urednikom The Atlantic Monthlyja, James će dobiti prijatelja i izdavača koji će redovito objavljivati njegove radove. S dvadeset i pet godina, Jamesa drže jednim od ponajboljih pisaca kratkih priča u Sjedinjenim Državama, premda kritika nije bila blagonaklona prema njegovoj sklonosti opisivanja stanja uma, umjesto akcije.
Gotovo deset godina James će pisati samo pripovijetke, prije nego što će se okušati u pisanju romana. Osamdesetih godina devetnaestoga stoljeća objavljuje dva romana: The Bostonians (1886.) i The Princess Casamassima (Princeza Casamassima) (1886.). Krajem stoljeća Henry James objavit će djela drukčijeg pripovjedačkog pristupa: In The Spoils of Poynton (1897.), What Maisie Knew (1897.), The Turn of the Screw (Okretaj zavrtnja) i In the Cage (1898), te The Awkward Age (1899.). Početkom dvadesetog stoljeća objavio je tri velika romana koji će označiti početak njegove «zrele faze», kako ju je pisac sam nazvao: The Wings of the Dove (1902.), Ambassadors (Poslanici) (1903.), The Golden Bowl (Zlatni pehar) (1904.). Umro je 1916. godine u Londonu.

## Nasljeđe i utjecaj
Henry James bio je jedan od najproduktivnijih i najutjecajnih pisaca američke književnosti. Pisao je nešto više od pedeset godina i objavio dvadesetak romana, stotinu dvanaest pripovijetki, dvadeset drama, nekoliko svezaka kritika i putopisa te mnogo novinskih članaka. Bio je jedan od najveći proznih pisaca i stilista svojega vremena. Tijekom pedesetih i šezdesetih godina dvadesetog stoljeća porastao je interes za Jamesova djela, dok će pred kraj istog stoljeća biti prepoznat kao jedan od ponajboljih književnih majstora. Njegovo bavljenje unutrašnjom stranom likova učinit će ga pretečom romana toka svijesti.

## Ekranizacije
James Ivory je režirao tri filma prema njegovim romanima: 
- The Europeans (1978),
- The Bostonians (1984) i
- The Golden Bowl (2000).

Iain Softley je režirao The Wings of the Dove (1997). Jane Campion je snimila Portret dame (1996).